# هورمنی
| G5 | mn · n | P11 |

| G5 | mn · n | P11 |

هورمِنی (انگلیسی: Hormeni) یا هارمون (انگلیسی: Harmone) یک کاتب سلطنتی، خره‌سالار و مقام اداری مهم در آغاز دودمان هجدهم مصر باستان بود.
جزئیات زندگی او از طریق یک لوح یادبود سنگی در آرامگاهش بدست آمد که توسط «ارنستو اسکیاپارِلی» در شهر «الکاب» (در ۸۳ کیلومتری جنوب اقصر) کشف شد و اینک در «موزهٔ باستان‌شناسی فلورانس» نگهداری می‌شود. بر روی این لوح سنگی، تصاویر وی، همسرش «جیات» و سه دخترش «هورمِنی»، «آموس» و «آهوتِپ» ترسیم شده‌اند.
او توانست به مقام «حاتی عا» (ارباب یا شهردار) «نخن» هم برسد و علاوه بر آن، در شهر «وَوت» (در نوبه سفلی) هم صاحب منصب و نفوذ بود و در این شهر، مسئولیت جمع‌آوریِ باج‌وخراج‌های سالیانه را برای فرعون، به‌عهده داشت.
پس از مرگ او، مسئولیت‌های رسمی‌اش به «نایب‌السلطنه پادشاهی کوش» محول شد که یک مقام اداری جدید و تازه‌تأسیس محسوب می‌شد.

## بیشتر بخوانید
- Breasted, James H. (1906). Ancient Records of Egypt. Vol II. Chicago: The University of Chicago Press., §§ 47–48, for an English translation of the funerary stela.
- Free english translation by Mark-Jan Nederhof.